# علیرضا سیف‌الدینی
علیرضا سیف‌الدینی (زاده ۱۳۴۶ در تبریز) نویسنده، منتقد ادبی، و مترجم ایرانی است.

## نویسندگی
علیرضا سیف‌الدینی در بیست و یک سالگی دو کتاب در تبریز منتشر کرد: اولی سند باد: بازنویسی حکایات اصلی هزار و یک شب، و دومی مرد کوهستان که ترجمهٔ رمانی از یاشارکمال بود. در همان سال‌ها کتاب اسطوره آفرینش از نگاه ترکان را به فارسی ترجمه کرد. این کتاب هرگز منتشر نشد. علیرضا سیف‌الدینی در سنین بیست و چهار-پنج سالگی یک صفحهٔ ادبی با عنوان قلم در روزنامهٔ فروغ آزادی در تبریز منتشر می‌کرد که در آن داستان‌های داستان‌نویسان تبریزی را معرفی و نقد می‌کرد. بعدها فعالیت ادبی را با چاپ مقاله و شعر در نشریهٔ آدینه تبریز ادامه داد.
در اوایل دههٔ هفتاد نقدها، داستان‌ها، شعرها، ترجمه‌های علیرضا سیف‌الدینی، در تهران، در مجله‌های ادبی، مانند: تکاپو، آدینه، بایا، دوران، توسعه و… منتشر می‌شدند. در بیست و پنج سالگی کتاب قصه‌مکان: مطالعه‌ای در شناخت داستان نویسی ایران و بختک‌نگار قوم را برای چاپ آماده کرد که پس از پنج سال چاپ و منتشر شدند.
علیرضا سیف‌الدینی در سال ۱۳۸۲ برای بهترین نقد ادبی موفق به دریافت جایزه ادبی صادق هدایت شد. در سال ۲۰۰۵ به دعوت انجمن مستقل بین‌المللی شاعران و نویسندگان به بریتانیا رفت. در سال ۲۰۰۶ با دعوت انجمن مستقل ادبی «همسایه در را باز کن» در دانشگاه‌های استانبول و آنکارا به شعرخوانی و سخنرانی پرداخت. سیف الدینی، چند دوره داور جایزه ادبی مهرگان بوده است.

## داستان و رمان
- دکتر بهار و خواستگار مرده یا عاشقی در دهان مور (مجموعه داستان) ۱۳۸۷، نشر ثالث
- خروج (رمان)، ۱۳۹۰، انتشارات افراز
- پلنگ خانم تنهاست (رمان)، ۱۳۹۱، انتشارات افراز
- کتاب خَم (رمان)، ۱۳۹۷، نشر نیماژ
- خیرگی (رمان)، ۱۴۰۱، نشر نیماژ
- هئچ بیر شئیین اطرافیندا بیر نفس (رمان ترکی)، ۱۴۰۳، نشر نوگام، لندن

## نقد ادبی
- قصه مکان (مطالعه‌ای در شناخت قصه نویسی ایران)، چاپ نخست، ۱۳۸۱، نشر همراه، چاپ دوم، ۱۳۸۶، انتشارات افراز
- بختک‌نگار قوم (آثار غلامحسین ساعدی از نگاه دیگران)، ۱۳۷۸، نشر اشاره

## ترجمهٔ رمان
- اسطوره آفرینش از نگاه ترکان
- یاغی، یاشار کمال، چاپ نخست ۱۳۷۱، نشر تلاش تبریز، چاپ دوم ۱۳۹۴، نشر نیماژ[۲]
- زخمی، اردال اؤز، چاپ نخست ۱۳۸۱، نشر چشمه، چاپ دوم ۱۳۹۳، نشر چشمه[۳]
- عشق روزهای بلوا، احمد آلتان، چاپ نخست، ۱۳۸۳، انتشارات ققنوس، چاپ دوم، ۱۳۸۸، انتشارات ققنوس[۴]
- داستانٔ جزیره، یاشار کمال (سه جلد)، ۱۳۸۶٬۱۳۸۷، ۱۳۹۰، انتشارات ققنوس
- جودت بیک و پسرانش، اورهان پاموک، ۱۳۹۵، نشر نیماژ[۵]
- بازی‌های خطرناک، اوغوز آتای
- کتاب سیاه، اورهان پاموک، انتشارات نیلوفر
- افکار عجیب من، اورهان پاموک، ۱۳۹۷، نشر نیماژ
- مردن آسان‌تر از دوست داشتن است، احمد آلتان، نشر نو
- خروسخوان، یاشار کمال، ۱۳۹۱، نشر ققنوس
- تاریخ خاص تنهایی، احمد آلتان، ۱۴۰۲، نشر نو
- آرامش، احمد حمدی تان‌پینار، نشر نو
- می‌گویند که ما شکست خورده‌ایم، احمد آلتان، نشر نو

## ترجمهٔ مباحث نظری
- رمان‌نویس ساده‌نگر و رمان‌نویس اندیشمند، اورهان پاموک، ۱۳۹۲، انتشارات نیلوفر
- شش گشت و گذار در جنگل‌های روایت، امبرتو اکو، انتشارات نگاه
- شعر چگونه خوانده می‌شود، تری ایگلتون، نشر فارسی
- مینیاتورهای منسوب به محمد سیاه قلم

## تصحیح و ویرایش (ادبیات عامهٔ ایران)
- حسین کرد شبستری، ۱۳۸۴، انتشارات ققنوس
- شیرویهٔ نامدار، ۱۳۸۴، انتشارات ققنوس
- مختارنامه، ۱۳۸۴، انتشارات ققنوس
- ملک جمشید، ۱۳۸۴، انتشارات ققنوس

## جوایز
- جایزه ادبی صادق هدایت (۱۳۸۲)
- جایزه ادبی مهرگان (۱۳۹۹) به‌عنوان بهترین رمان سال‌های ۱۳۹۷ و ۱۳۹۸ برای کتاب خَم[۶]